# 곤 (전설)
곤(鯀)은 고대 중국의 전설상의 인물이다.
『사기』에 의하면 아버지는 오제인 전욱이고 자식으로 하나라의 우가 있다. 아버지가 군주였지만 스스로는 제위에 오르지 못하고 신하의 몸이었다. 『한서』에 의하면 전욱의 후손이었다고 한다.
요의 치세에 대해 황하의 범람이 그치지 않았기 때문에 요는 누군가에게 치수를 시키려고 생각하고 있었다. 이 때, 모두가 입을 모아 곤을 시켜야 한다고 말했다. 요는 곤을 쓰는 것을 꺼렸지만 신하들이 곤보다 영리한 자가 없다고 했으므로, 요는 곤에게 치수를 맡겼다. 그러나 9년이 지나도 범람이 진정되지 않았기 때문에, 요는 곤을 대신해 순을 등용했다.
순이 곤이 치수한 모습을 시찰하고 있었는데, 곤은 우산에서 죽어 있었다.
사람들은 순이 곤을 죽인 것은 아닌가 의심했으므로 순은 곤의 아들인 우에게 곤의 사업을 계승하게 했다. 또 다른 전설에서는 처형된 뒤 우산에서 노란 곰이 되었다고 한다. 
이후 아들인 우가 하나라의 왕으로 즉위하자 숭백(崇伯)으로 추존되었다.

## 같이 보기
- 축융
- 사죄 (전설)